# Lijst van voetbalinterlands Brazilië - Portugal (vrouwen)
Deze lijst van voetbalinterlands is een overzicht van alle officiële voetbalinterlands tussen de nationale vrouwenteams van Brazilië en Portugal. De landen hebben tot nu toe twee keer tegen elkaar gespeeld.

## Wedstrijden
| № | Plaats                     | Datum           | Competitie                                     | Wedstrijd           | Uitslag |
| - | -------------------------- | --------------- | ---------------------------------------------- | ------------------- | ------- |
| 1 | São Paulo                  | 9 december 2012 | International Women's Football Tournament 2012 | Brazilië − Portugal | 4 − 0   |
| 2 | Vila Real de Santo António | 4 maart 2016    | Algarve Cup 2016                               | Portugal − Brazilië | 1 − 3   |

## Samenvatting
| Competitie                                | Totaal gespeeld | Winst Brazilië | Gelijk | Winst Portugal | Doelsaldo Brazilië – Portugal |
| ----------------------------------------- | --------------- | -------------- | ------ | -------------- | ----------------------------- |
| Algarve Cup                               | 1               | 1              | 0      | 0              | 3 − 1                         |
| International Women's Football Tournament | 1               | 1              | 0      | 0              | 4 − 0                         |
| Totaal                                    | 2               | 2              | 0      | 0              | 7 − 1                         |